# Hiobsbotschaft

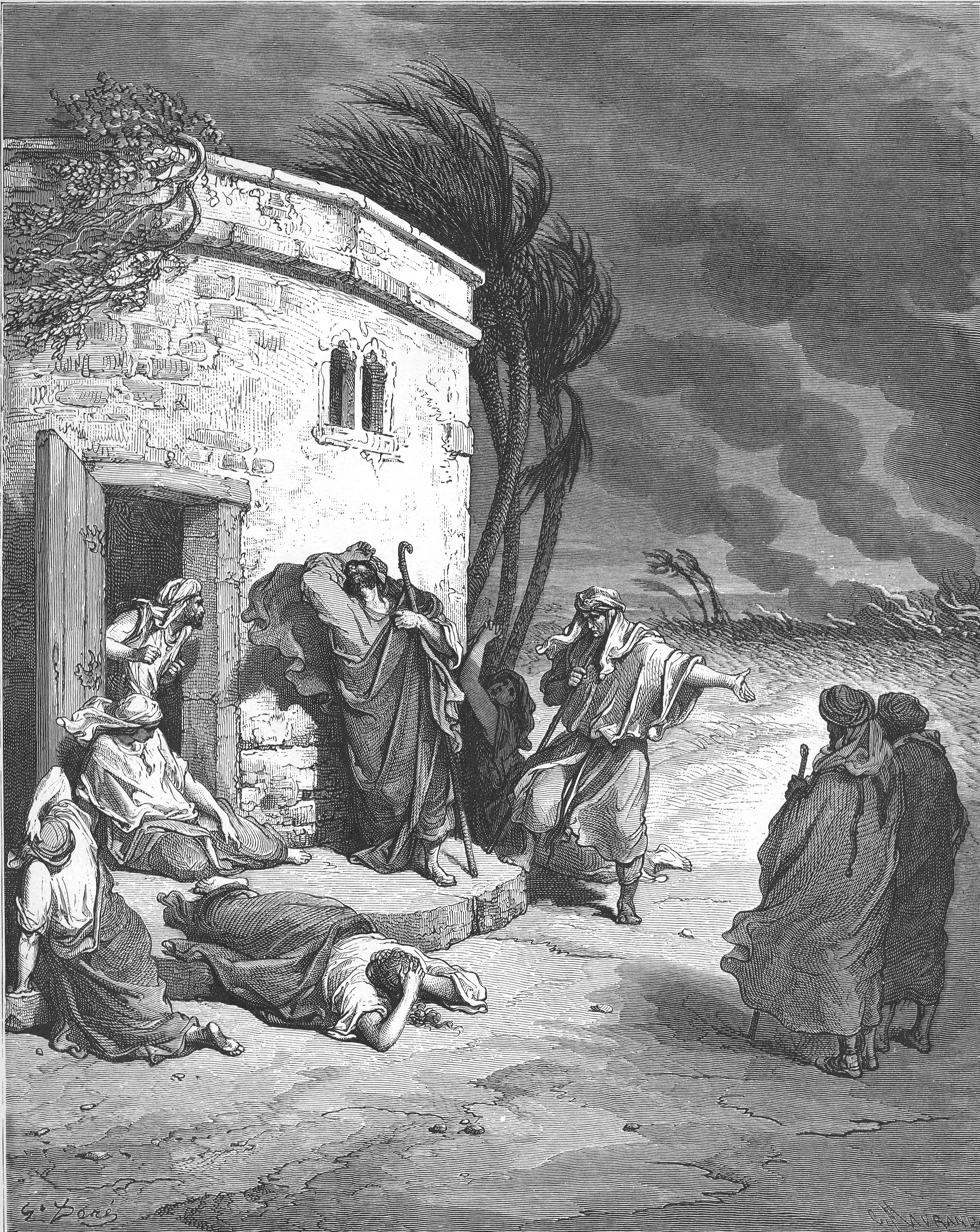
Gustave Doré (1866): Hiob empfängt die Unglücksnachrichten, Bibelillustration

Unter einer Hiobsbotschaft (seltener Hiobsnachricht, in früheren Jahrhunderten Hiobspost) versteht man eine Nachricht mit einem den Empfänger niederschmetternden katastrophalen Inhalt.
Der Ausdruck ist abgeleitet von der biblischen Erzählung um den wohlhabenden und frommen Hiob, dessen Gottesbeziehung durch Leiden auf die Probe gestellt wird. Die Geschichte beginnt – nach einem Vorspiel im Himmel – damit, dass unmittelbar nacheinander vier Boten bei Hiob eintreffen, die ihm berichten, dass er durch Kriegs- und Naturkatastrophen seine Viehherden, seine Knechte und schließlich seine Söhne und Töchter verloren hat (Ijob 1,13–19 ).